# Territori d'Orleans

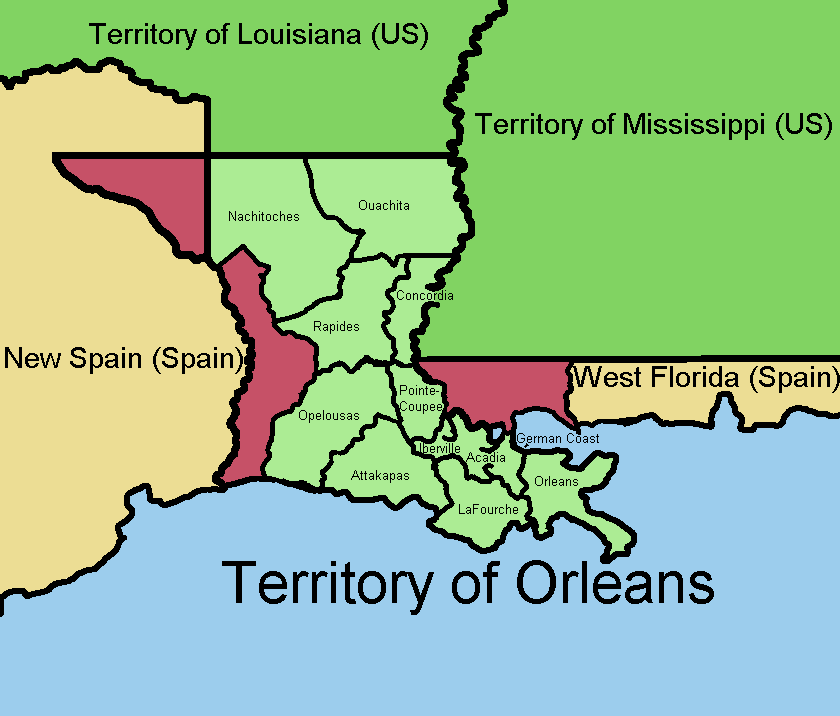
Territori d'Orleans el 1804.

El Territori d'Orleans va ser un territori organitzat incorporat als Estats Units que va existir de l'1 d'octubre de 1804 al 30 d'abril de 1812, quan va ser admès a la Unió com l'Estat de Louisiana.
El 1804, tota la Compra de la Louisiana al sud del paral·lel 33 es va convertir en el Territori d'Orleans, i la resta es va convertir en el Districte de Louisiana (que posteriorment seria reanomenat Territori de Louisiana, i, encara més tard, Territori de Missouri quan el Territori d'Orleans es va convertir en l'Estat de Louisiana).
El 10 d'abril de 1805 la Legislatura Territorial va organitzar 12 comtats: Comtat d'Orleans, de LaFourche, d'Acadia, d'Iberville, d'Attakapas, de Pointe Coupée, d'Opelousas, Rapides, Concordia, de Natchitoches, d'Ouachita, i Costa Alemanya.
Les Parròquies de Florida a la banda oriental del riu Mississipi no van ser incloses al Territori d'Orleans en aquell moment, ja que van estar en el territori espanyol de la Florida Occidental fins que es van annexar formalment el 14 d'abril de 1812. La frontera occidental amb el Texas espanyol no va ser completament definida fins al Tractat d'Adams-Onís l'any 1819. Una franja de terra coneguda com l'Estat Lliure de Sabine, a l'est del riu Sabine, va servir com a zona de buidatge neutre des de 1807 fins a 1819.
El Territori d'Orleans va ser el lloc de la revolta de l'esclavitud més gran de la història estatunidenca, l'Aixecament de la Costa Alemanya de 1811.